# Ronaldo Segu
Ronaldo Segu (Orlando, 16 giugno 1999) è un cestista statunitense.